# Kaczyna (województwo wielkopolskie)
Kaczyna – osada w Polsce, położona w województwie wielkopolskim, w powiecie poznańskim, w gminie Pobiedziska. Należy do sołectwa Promno.
W latach 1975–1998 miejscowość administracyjnie należała do województwa poznańskiego.